# Pietricica, Prahova
Pietricica este un sat în comuna Lapoș din județul Prahova, Muntenia, România. Așezarea este situată la peste 600 m altitudine, are 20-30 de familii. .